# Mary Nótár

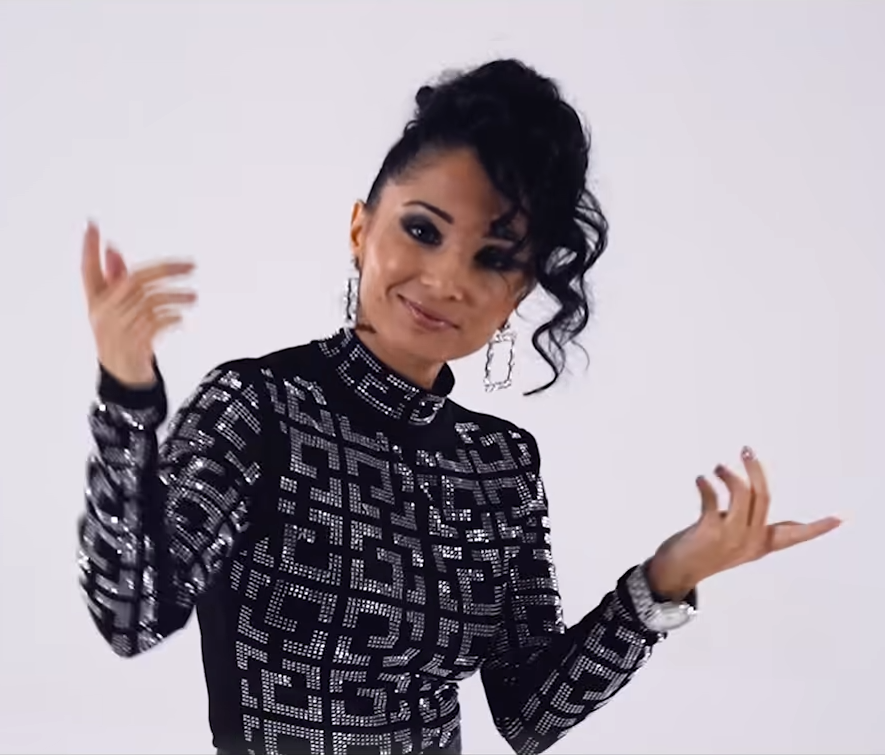
Mary Nótár, 2020

Mary Nótár (* 2. Juli 1985 in Veszprém), eigentlich Mária Nótár, ist eine ungarische Sängerin aus der Bevölkerungsgruppe der Roma. Sie spielt auch Gitarre und Piano. Ihr bevorzugtes Genre ist die Popmusik.

## Leben
Nótar stammt aus einer Musikerfamilie; ihr Großvater war Prímás und ihr Vater Ferenc Nótár Gitarrist und Pianist. Sie sang schon in jungen Jahren und trat gemeinsam mit ihrem Vater auf. Eine größere Bekanntheit erlangte sie 2002 durch die Mitwirkung an der Kompilation Roma Sztárparádé mit verschiedenen anderen Roma-Musikern. In demselben Jahr erschienen auch ihre ersten beiden Soloalben. Mittlerweile hat sie zwölf eigene Alben veröffentlicht.

## Würdigung
2007 erhielt sie den Jimmy-Zámbó-Preis (Zámbó Jimmy-díj) und 2014 den Fonogram-Preis (Fonogram díj).

## Diskographie
- Egyszer egy éjszaka, 2002
- Hajnal csillag, 2002
- Jeges szív, 2004
- Cigánylány, 2007
- Hódító varázs, 2008
- Érzések, 2009
- Rumcsaka, 2011
- Életvirág, 2011
- Érezd a ritmust, 2012
- Jó a stílusom, 2013
- Mindenkinek szól, 2014
- Zenebomba, 2015
- Sorsunk hídja, 2018